# Raumfahrtmission
Eine Raumfahrtmission ist in der Raumfahrt der gesamte Ablauf von Planung, Bau, dem eigentlichen Flug und dessen Abwicklung eines Raumflugkörpers sowie die Auswertung der gewonnenen Daten.
Demgegenüber wird eine Gruppe gleichnamiger oder ähnlich gearteter Einzelmissionen unter dem Begriff Programm zusammengefasst -- etwa das Apollo-Programm der US-Mondflüge oder das russische Sojus-Programm.
Nicht als Raumfahrtmissionen werden Flüge von Objekten in der oberen Atmosphäre bezeichnet, die als Experiment dienen, in Zusammenarbeit mit der Aeronomie diese untersuchen (etwa Höhenforschungsraketen) oder Grenzfälle zwischen Raum-, Luftfahrt und militärischer Raketentechnik.
Unbemannte Raumfahrtmissionen werden häufig unterteilt in eine Primärmission (primary mission) und eine oder mehrere erweiterte Missionen (extended missions) bzw. Sekundärmissionen (secondary missions). Hiermit lassen sich die geplanten Kosten für den Betrieb der Mission zunächst niedrig halten. Je nach Erfolg der Primärmission wird dann die Finanzierung für eine erweiterte Mission freigegeben. Manchmal wird das genaue Ziel der erweiterten Mission erst gegen Ende der Primärmission festgelegt, so zum Beispiel bei den Raumsonden New Horizons und Hayabusa 2.
Beispiele für Raumfahrtmissionen sind in der Zeitleiste der Erkundung des Weltraums aufgeführt.